# A través de la niebla
A través de la niebla va ser una sèrie de televisió d'Espanya, emesa per La 1 de TVE a partir del 18 d'octubre de 1971. Va comptar amb guions de Lorenzo López Sancho i va ser dirigida per Alberto González Vergel.

## Argument
Amb episodis independents entre si que narren històries amb desenllaç en cadascun d'ells, el fil conductor són els fenòmens fora del normal, perquè tractaven sempre qüestions que van més enllà del racional entrant a vegades de ple en el terreny dels fenòmens paranormals i el misteri.

## Llista d'episodis
- El pasado del Profesor Legrand - 18 d'octubre de 1971 
  - José Luis Pellicena
  - María José Alfonso
  - Enrique Cerro
  - Montserrat Noé
  - Pastor Serrador
- El regreso - 25 d'octubre de 1971 
  - José Luis Pellicena
  - Concha Cuetos
  - Amelia de la Torre
- Morella - 1 de novembre de 1971 
  - José Luis Pellicena
  - Andrés Mejuto
  - Blanca Sendino
  - Ana María Vidal
- Tres bolitas de ámbar - 8 de novembre de 1971 
  - José Luis Pellicena
  - Ismael Merlo
  - José Félix Montoya
  - Antonio Puga
  - Elena María Tejeiro
- El espejo chino - 15 de novembre de 1971 
  - José Luis Pellicena
  - Enrique Cerro
  - Pedro del Río
  - Mayrata O'Wisiedo
  - Luis Prendes
- Los ojos de Sid Newmann - 22 de novembre de 1971 
  - José Luis Pellicena
  - Tomás Blanco
  - Enrique Cerro
  - Elisa Montés
  - Antonio Puga
  - Ángel Terrón
- El parpadeo de Visnú - 29 de novembre de 1971 
  - José Luis Pellicena
  - Tomás Blanco
  - Maite Brik
  - Gloria Muñoz
- La dama de Barbarelli - 6 de desembre de 1971 
  - José Luis Pellicena
  - Francisco Guijar
  - José Lahoz
  - Carmen Martínez Sierra
  - Gilberto Moreno
  - Mònica Randall
  - Ángel Terrón
- Extraño viaje - 13 de desembre de 1971 
  - José Luis Pellicena
  - Mayrata O'Wisiedo
  - Luis Prendes
- La llamada - 27 de desembre de 1971 
  - José Luis Pellicena
  - José María Celdrán
  - Rafael Pardo Lage
  - Carmen Rossi
- Un solo de violín – 17 de gener de 1972 
  - Andrés Mejuto
  - María Luisa Merlo
  - José Luis Pellicena
- Plantar un sauce – 10 de gener de 1972 
  - Tomás Blanco
  - Pedro del Río
  - Salomé Guerrero
  - Javier Loyola
  - Andrés Mejuto
  - José Luis Pellicena
  - Asunción Villamil
- Un viento de esperanza - 20 de desembre de 1971 
  - José Luis Pellicena
  - Enric Arredondo
  - Fernando Baeza
  - José Blach
  - Marisa Paredes
  - Pilar Puchol